# Patema upp och ner
Patema upp och ner (japanska: サカサマのパテマ, Sakasama no Patema; även känd som Patema uppochner) är en japansk animerad fantasyfilm från 2013. Den är regisserad av Yasuhiro Yoshiura. Filmen, som hade japansk premiär 9 november 2013, föregicks under 2012 av en fyra avsnitt lång ONA-serie som strömmades på Internet. Filmen har också visats i Storbritannien och hade svensk premiär 18 januari 2014, i samband med Göteborgs filmfestival.

## Handling och roller
Patema har hela sitt liv levt i underjorden. Hennes folk drevs på grund av en energikatastrof ner i tunnlarna, där hon vandrar omkring uttråkad. Samtidigt drömmer hon om livet ovanför ytan. Plötsligt snubblar hon in ett äventyr ovan jord, ett äventyr som bokstavligen vänder upp och ner på hennes värld. Hon riskerar att slungas rakt ut i rymden men räddas av sin nyfunne vän Age. De två tar itu med kampen mot tyngdlagen samt de onda krafter som håller deras två folk åtskilda.

### Rollfigurer
- Patema (パテマ; japansk röst: Fujii Yukiyo)
- Age (エイジ, Eiji; Nobuhiko Okamoto)
- Porta (ポルタ, Poruta; Oohata Shintaro)

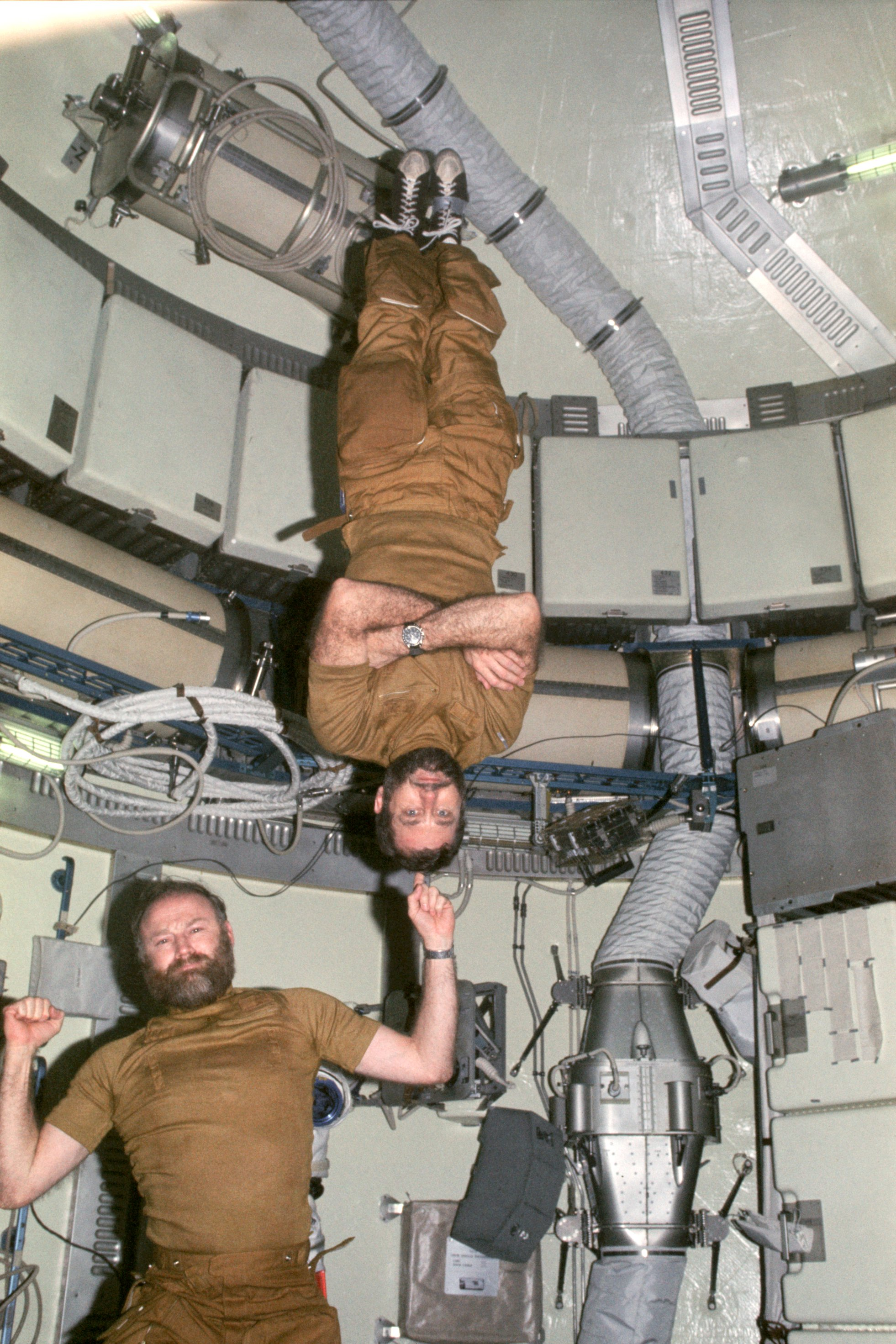
Patema upp och ner behandlar en värld där tyngdkraften uppför sig oväntat. I denna bild från Skylab (1974) är också den normala tyngdlagen från nere på jordytan satt ur spel.

## Stil och mottagande
Patema upp och ner är en fantasyfilm riktad mot en allålderspublik. På Göteborgs filmfestival jämförde arrangörerna filmen med verk som Det levande slottet (Studio Ghibli) och Momo e no tegami (visad på 2013 års festival). Den har som "familjefilm" en annorlunda stil och målgrupp än regissörens tidigare Eve no jikan (engelska: Time of Eve), en ONA-serie om androider, människor, roller och alienering.
Filmen vann både Publikpriset (Audience Award) och Domarpriset (Judges Award) vid 2013 års Scotland Loves Anime-festival. Den nominerades också till Asia Pacific Screen Award for Best Animated Feature Film vid den sjunde Asia Pacific Screen Awards.

### Källnoter
1. ↑  ”Lilla Filmfestivalens program”. barnkulturgoteborg.se. Arkiverad från originalet den 5 november 2015. http://archive.is/2015.11.05-002317/http://barnkulturgoteborg.se/aktuellt/lilla-filmfestivalens-program. Läst 2 november 2015.
2. ↑  ”Time of Eve Creator's Patema Inverted TV Ad Streamed” (på engelska). Anime News Network. 7 november 2013. http://www.animenewsnetwork.com/news/2013-11-07/time-of-eve-creator-patema-inverted-tv-ad-streamed. Läst 25 januari 2014.
3. ↑  ”サカサマのパテマ” (på japanska). eiga.com. http://eiga.com/movie/57651/. Läst 25 januari 2014.
4. ↑  ”Time of Eve Creator's Patema Inverted Trailer Streamed” (på engelska). Anime News Network. 7 augusti 2013. http://www.animenewsnetwork.com/news/2013-08-07/time-of-eve-creator-patema-inverted-trailer-streamed. Läst 5 januari 2014.
5. ↑  ”Yasuhiro Yoshiura's Patema Inverted Anime Film to Premiere at Annecy” (på engelska). Anime News Network. 24 april 2013. http://www.animenewsnetwork.com/news/2013-04-24/yasuhiro-yoshiura-patema-inverted-anime-film-to-premiere-at-annecy. Läst 25 januari 2014.
6. ↑  "Patema Inverted (Sakasama no Patema". Arkiverad 3 december 2013 hämtat från the Wayback Machine. Leedsfilm.com. Läst 25 januari 2014. (engelska)
7. ↑  "Lilla filmfestivalens program är här". Arkiverad 1 februari 2014 hämtat från the Wayback Machine. Filmfestival.org, 2013-12-16. Läst 25 januari 2014.
8. 1 2 3  "Patema upp och ner". Arkiverad 1 februari 2014 hämtat från the Wayback Machine. Filmfestival.org. Läst 25 januari 2014.
9. ↑  ”Patema Inverted Anime Film Wins at Scotland Loves Animation Fest” (på engelska). Anime News Network. 22 oktober 2013. http://www.animenewsnetwork.com/news/2013-10-22/patema-inverted-anime-film-wins-at-scotland-loves-animation-fest. Läst 25 januari 2014.
10. ↑  Andrew Partridge (21 oktober 2013). ”PATEMA INVERTED WINS AT SCOTLAND LOVES ANIME” (på engelska). lovesanimation.com. Scotland Loves Animation. Arkiverad från originalet den 30 mars 2014. https://web.archive.org/web/20140330234342/http://www.lovesanimation.com/2013/10/patema-wins/. Läst 25 januari 2014.
11. ↑  ”Full List: 2013 APSA Nominees” (på engelska). Asiapacificscreenacademy.com. http://www.asiapacificscreenacademy.com/2013/11/2013-asia-pacific-screen-awards-nominees/. Läst 25 januari 2014.
12. ↑  ”Omar and Japan lead APSA nominations” (på engelska). Film Business Asia. 11 november 2013. Arkiverad från originalet den 12 november 2013. https://web.archive.org/web/20131112011412/http://www.filmbiz.asia/news/omar-and-japan-lead-apsa-nominations. Läst 25 januari 2014.